# Titus Quinctius Poenus Capitolinus Crispinus
Pour les articles homonymes, voir Quinctius Capitolinus.
Titus Quinctius Poenus Capitolinus Crispinus est un homme politique de la République romaine.
En 361 av. J.-C., il est dictateur. Il bat les Gaulois, et obtient un triomphe.
En 360 av. J.-C., il est maître de cavalerie. En 354 av. J.-C. et 351 av. J.-C., il est consul.